# Абсалямов, Шафик Гафиатуллович
Шафик Гафиатуллович Абсалямов (1906—1942) — советский политический деятель, депутат Верховного Совета СССР 1-го созыва (1938—1946).

## Биография
Родился в 1906 году в Чистопольском уезде в селе Нарат Елга. По другой информации, родился в посёлке Чусовой Пермской губернии. Воспитывался в детском доме Чистополя. В 1922 году вступил в ряды ВЛКСМ, с 1926 года — член ВКП(б). В 1928—1931 годах служил в рядах РККА. После окончания военной службы окончил Татарский коммунистический университет, работал начальником политотдела Сабинской машинно-тракторной станции.
С апреля по ноябрь 1937 год первый секретарь Кукморского райкома ВКП(б) Татарской АССР. В 1939 году — первый секретарь Верхне-Услонского райкома. В 1937 году был назначен на должность наркома земледелия Татарской АССР.
Был избран депутатом Верховного Совета СССР 1-го созыва от Татарской АССР в Совет Союза в результате выборов 12 декабря 1937 года (по Чистопольскому округу). Одновременно был выбран депутатом Верховного Совета Татарской АССР.
В 1938 году поступил на зооинженерный факультет Московской сельскохозяйственной академии имени К. А. Тимирязева.
С началом Великой Отечественной войны призван Московский райвоенкоматом Казани в действующую армию; занимал должность старшего политрука 12-й конно-артиллерийского дивизиона (12 гв. оадн 9 кд). Участвуя в Белёвско-Козельской наступательной операции 29 декабря 1941 года был тяжело ранен и скончался от ран в начале 1942 года. Похоронен в Козельске, в братской могиле в городском сквере.